# Mellom skogkledde aaser
Mellom skogkledde aaser är det norska black metal-bandet Kampfars debutalbum, utgivet 1997 av skivbolaget Malicious Records. Albumet återutgavs 2006 av Napalm Records och 2011 av Hammerheart Records.

## Låtlista
1. "Intro" (instrumental) – 0:06
2. "Valdogg" – 8:46
3. "Valgalderkvad" – 7:49
4. "Kledd i brynje og smykket blodorm" – 6:12
5. "Hymne" – 7:18
6. "Bukkeferd" – 6:44
7. "Naglfar / Ragnarok" (instrumental) – 1:40

- Text: Dolk
- Musik: Kampfar

## Medverkande
Musiker (Kampfar-medlemmar)
- Dolk (Per-Joar Spydevold) – trummor, sång
- Thomas (Thomas Andreassen) – basgitarr, gitarr

Bidragande musiker
- Warhead – synth-arrangemang
- Demonic – skrik (spår 1, 7)
- Anne – skrik (spår 1, 7)

Produktion
- Kampfar – producent
- Warhead – producent, ljudtekniker, ljudmix
- Dolk– ljudtekniker, ljudmix
- Fridtjof A. Lindeman – mastering
- Per Arne Hovland – foto
- Sven Helgesen – logo